# Altes Spielzeug
Altes Spielzeug war eine Wohlfahrtsmarkenserie der Deutschen Bundespost von 1968 bis 1972. Sie löste die Vorgängerwohlfahrtsserie Märchen ab. Ähnliche Briefmarken mit der Inschrift „Deutsche Bundespost Berlin“ wurden von der Landespostdirektion Berlin ausgegeben. Die Serie wurde 1973 von der Wohlfahrtsserie Musikinstrumente abgelöst.
Im Gegensatz zur Vorgängerserie Märchen gab es keine motivgleichen Ausgaben, sondern sich gegenseitig ergänzende Marken von Bundespost und der Landespostdirektion Berlin.
Die Marken wurden entweder von Heinz Schillinger (Jahrgänge 1968, 1969, 1971 und 1972) oder von Erna de Vries (1970) gestaltet. Beide Künstler erhielten in den jeweiligen Jahren auch den Zuschlag für die Gestaltung der Weihnachtsmarken, vergleiche Weihnachtsmarken der Deutschen Bundespost und Weihnachtsmarken der Deutschen Bundespost Berlin. Diese Weihnachtsmarken von 1969 bis 1971 korrespondieren mit den jeweiligen Wohlfahrtsmarken.

## Gültigkeit
Die beiden Jahrgänge 1968 (Bundespost) und 1968 (Bundespost Berlin) waren die letzten Jahrgänge die ein Verfallsdatum der Frankaturgültigkeit für Briefmarken hatten. Alle danach folgenden Ausgaben waren unbeschränkt frankaturgültig. Die Marken der Deutschen Bundespost Berlin verloren nach der Wiedervereinigung am 31. Dezember 1991 ihre Gültigkeit. Alle anderen Marken der Deutschen Bundespost nach der Euroeinführung.
Durch die Einführung des Euro als europäische Gemeinschaftswährung zum 1. Januar 2002 wurde diese Regelung hinfällig.
Diese Marken und alle späteren Ausgaben konnten bis zum 30. Juni 2002 genutzt werden. Ein Umtausch war noch bis zum 30. September in den Filialen der Deutschen Post möglich, danach bis zum 30. Juni 2003 zentral in der Niederlassung Philatelie der Deutschen Post AG in Frankfurt.

## Liste der Ausgaben und Motive von 1968 Bund und Berlin
Legende
- Bild: Eine bearbeitete Abbildung der genannten Marke. Das Verhältnis der Größe der Briefmarken zueinander ist in diesem Artikel annähernd maßstabsgerecht dargestellt. Sollten keine Marken abgebildet sein, liegt es daran, dass das Urheberrecht des Künstlers noch nicht erloschen ist.
- Beschreibung: Eine Kurzbeschreibung des Motivs und/oder des Ausgabegrundes. Bei ausgegebenen Serien oder Blocks werden die zusammengehörigen Beschreibungen mit einer Markierung versehen eingerückt.
- Wert: Der Frankaturwert der einzelnen Marke in Pfennig. Ein „+“ bedeutet, dass es sich um eine Zuschlagsmarke handelt (= Frankaturwert + Spende).
- Ausgabedatum: Das Datum des erstmaligen Verkaufs dieser Briefmarke.
- Gültig bis: Das Datum, an dem die Gültigkeit endete.
- Auflage: Soweit bekannt, wird hier die zum Verkauf angebotene Anzahl dieser Ausgabe angegeben.
- Entwurf: Soweit bekannt, wird hier angegeben, von wem der Entwurf dieser Marke stammt.
- Mi.-Nr.: Diese Briefmarke wird im Michel-Katalog unter der entsprechenden Nummer gelistet.

| Bild | Beschreibung                                  | Werte in Pfennig | Ausgabe- datum  | gültig bis        | Auflage Bund, Berlin | Entwurf           | Mi.-Nr. Bund, Berlin |
|      | Altes Spielzeug I: Puppen - Puppe um 1878     | 10+5             | 3. Oktober 1968 | 31. Dezember 1970 | 13.979.000           | Heinz Schillinger | 571                  |
|      | - Puppe um 1850                               | 20+10            | 3. Oktober 1968 | 31. Dezember 1970 | 23.795.000           | Heinz Schillinger | 572                  |
|      | - Puppe um 1870                               | 30+15            | 3. Oktober 1968 | 31. Dezember 1970 | 15.864.000           | Heinz Schillinger | 573                  |
|      | - Puppe um 1885                               | 50+25            | 3. Oktober 1968 | 31. Dezember 1970 | 8.446.000            | Heinz Schillinger | 574                  |
|      | Altes Spielzeug I Alte Puppen - Puppe um 1878 | 10+5             | 3. Oktober 1968 | 31. Dezember 1970 | 5.424.000            | Heinz Schillinger | Berlin 322           |
|      | - Puppe um 1850                               | 20+10            | 3. Oktober 1968 | 31. Dezember 1970 | 5.427.000            | Heinz Schillinger | Berlin 323           |
|      | - Puppe um 1870                               | 30+15            | 3. Oktober 1968 | 31. Dezember 1970 | 5.253.000            | Heinz Schillinger | Berlin 324           |
|      | - Puppe um 1885                               | 50+25            | 3. Oktober 1968 | 31. Dezember 1970 | 3.723.000            | Heinz Schillinger | Berlin 325           |

## Liste der Ausgaben und Motive
Legende
- Bild: Eine bearbeitete Abbildung der genannten Marke. Das Verhältnis der Größe der Briefmarken zueinander ist in diesem Artikel annähernd maßstabsgerecht dargestellt. Sollten keine Marken abgebildet sein, liegt es daran, dass das Urheberrecht des Künstlers noch nicht erloschen ist.
- Beschreibung: Eine Kurzbeschreibung des Motivs und/oder des Ausgabegrundes. Bei ausgegebenen Serien oder Blocks werden die zusammengehörigen Beschreibungen mit einer Markierung versehen eingerückt.
- Wert: Der Frankaturwert der einzelnen Marke in Pfennig. Ein „+“ bedeutet, dass es sich um eine Zuschlagsmarke handelt (= Frankaturwert + Spende).
- Ausgabedatum: Das Datum des erstmaligen Verkaufs dieser Briefmarke.
- Auflage: Soweit bekannt, wird hier die zum Verkauf angebotene Anzahl dieser Ausgabe angegeben.
- Entwurf: Soweit bekannt, wird hier angegeben, von wem der Entwurf dieser Marke stammt.
- Mi.-Nr.: Diese Briefmarke wird im Michel-Katalog unter der entsprechenden Nummer gelistet.

| Deutsche Bundespost | |                  |                 |                      |                   |                      |
| Bild                | Beschreibung | Werte in Pfennig | Ausgabe- datum  | Auflage Bund, Berlin | Entwurf           | Mi.-Nr. Bund, Berlin |
|                     | Altes Spielzeug II Zinnfiguren - Eisenbahn (um 1835) | 10+5             | 2. Oktober 1969 | 14.294.000           | Heinz Schillinger | 604                  |
|                     | - Gärtner (um 1780) | 20+10            | 2. Oktober 1969 | 20.110.000           | Heinz Schillinger | 605                  |
|                     | - Vogelhändler (um 1850) | 30+15            | 2. Oktober 1969 | 16.420.000           | Heinz Schillinger | 606                  |
|                     | - Reiter (um 1840) | 50+25            | 2. Oktober 1969 | 7.763.000            | Heinz Schillinger | 607                  |
|                     | Altes Spielzeug III Marionetten Marionetten der Puppentheatersammlung München - Narr | 10+5             | 6. Oktober 1970 | 15.335.000           | Erna de Vries     | 650                  |
|                     | - Hanswurst | 20+10            | 6. Oktober 1970 | 15.565.000           | Erna de Vries     | 651                  |
|                     | - Clown | 30+15            | 6. Oktober 1970 | 16.287.000           | Erna de Vries     | 652                  |
|                     | - Harlekin | 50+25            | 6. Oktober 1970 | 8.569.000            | Erna de Vries     | 653                  |
|                     | Altes Spielzeug IV Altes Holzspielzeug - Frauen am Butterfass | 20+10            | 5. Oktober 1971 | 12.736.000           | Heinz Schillinger | 705                  |
|                     | - Reiter | 25+10            | 5. Oktober 1971 | 14.782.000           | Heinz Schillinger | 706                  |
|                     | - Nussknacker | 30+15            | 5. Oktober 1971 | 17.148.000           | Heinz Schillinger | 707                  |
|                     | - Taubenhaus | 60+30            | 5. Oktober 1971 | 8.164.000            | Heinz Schillinger | 708                  |
|                     | Altes Spielzeug V Schachfiguren Schachfiguren aus der Fayencemanufaktur in Gien in Frankreich, es handelt sich um den sogenannten St.-Georgs-Figurensatz aus dem 19. Jahrhundert - Springer | 25+10            | 5. Oktober 1972 | 9.993.000            | Heinz Schillinger | 742                  |
|                     | - Turm | 30+15            | 5. Oktober 1972 | 11.920.000           | Heinz Schillinger | 743                  |
|                     | - Dame | 40+20            | 5. Oktober 1972 | 14.485.000           | Heinz Schillinger | 744                  |
|                     | - König | 70+35            | 5. Oktober 1972 | 6.639.000            | Heinz Schillinger | 745                  |

| Deutsche Bundespost Berlin | |                  |                 |           |                   |         |
| Bild                       | Beschreibung                                                                                            | Werte in Pfennig | Ausgabe- datum  | Auflage   | Entwurf           | Mi.-Nr. |
|                            | Altes Spielzeug II Zinnfiguren - Postwagen um 1835                                                      | 10+5             | 2. Oktober 1969 | 5.523.000 | Heinz Schillinger | 348     |
|                            | - Bäuerin um 1850                                                                                       | 20+10            | 2. Oktober 1969 | 5.671.000 | Heinz Schillinger | 349     |
|                            | - Marktfrau um 1850                                                                                     | 30+15            | 2. Oktober 1969 | 5.699.000 | Heinz Schillinger | 350     |
|                            | - Postreiter um 1860                                                                                    | 50+25            | 2. Oktober 1969 | 4.375.000 | Heinz Schillinger | 351     |
|                            | Altes Spielzeug III Marionetten Marionetten der Puppentheatersammlung München - Kasperl                 | 10+5             | 6. Oktober 1970 | 6.180.000 | Erna de Vries     | 373     |
|                            | - Polichinelle                                                                                          | 20+10            | 6. Oktober 1970 | 6.031.000 | Erna de Vries     | 374     |
|                            | - Punch                                                                                                 | 30+15            | 6. Oktober 1970 | 6.215.000 | Erna de Vries     | 375     |
|                            | - Pulcinella                                                                                            | 50+25            | 6. Oktober 1970 | 4.560.000 | Erna de Vries     | 376     |
|                            | Altes Spielzeug IV Altes Holzspielzeug - Kurbelmännchen, bewegliche Figuren                             | 10+5             | 5. Oktober 1971 | 8.156.000 | Heinz Schillinger | 412     |
|                            | - Ritter zu Pferde                                                                                      | 25+10            | 5. Oktober 1971 | 5.963.000 | Heinz Schillinger | 413     |
|                            | - Hampel- oder Zappelmann                                                                               | 30+15            | 5. Oktober 1971 | 6.471.000 | Heinz Schillinger | 414     |
|                            | - Fahrbare Schaukelamme                                                                                 | 60+30            | 5. Oktober 1971 | 4.488.000 | Heinz Schillinger | 415     |
|                            | Altes Spielzeug V Schachfiguren aus der Fayencemanufaktur Gien, der „St.-Georgs-Figurensatz“ - Springer | 20+10            | 5. Oktober 1972 | 6.868.000 | Heinz Schillinger | 435     |
|                            | - Turm                                                                                                  | 30+15            | 5. Oktober 1972 | 5.644.000 | Heinz Schillinger | 436     |
|                            | - Dame                                                                                                  | 40+20            | 5. Oktober 1972 | 6.221.000 | Heinz Schillinger | 437     |
|                            | - König                                                                                                 | 70+35            | 5. Oktober 1972 | 4.074.000 | Heinz Schillinger | 438     |